# Wuhan Greenland Center
Wuhan Greenland Center é um arranha-céu em Wuhan, China. Em junho de 2011, Adrian Smith + Gordon Gill Architects junto com Thornton Tomasetti Engineers venceram o concurso de design para construir a torre para o Grupo Greenland. O design tem muitos recursos de economia de energia. A previsão de conclusão é 2022 e sua altura pode ser aumentada para 476 metros.

### Galeria

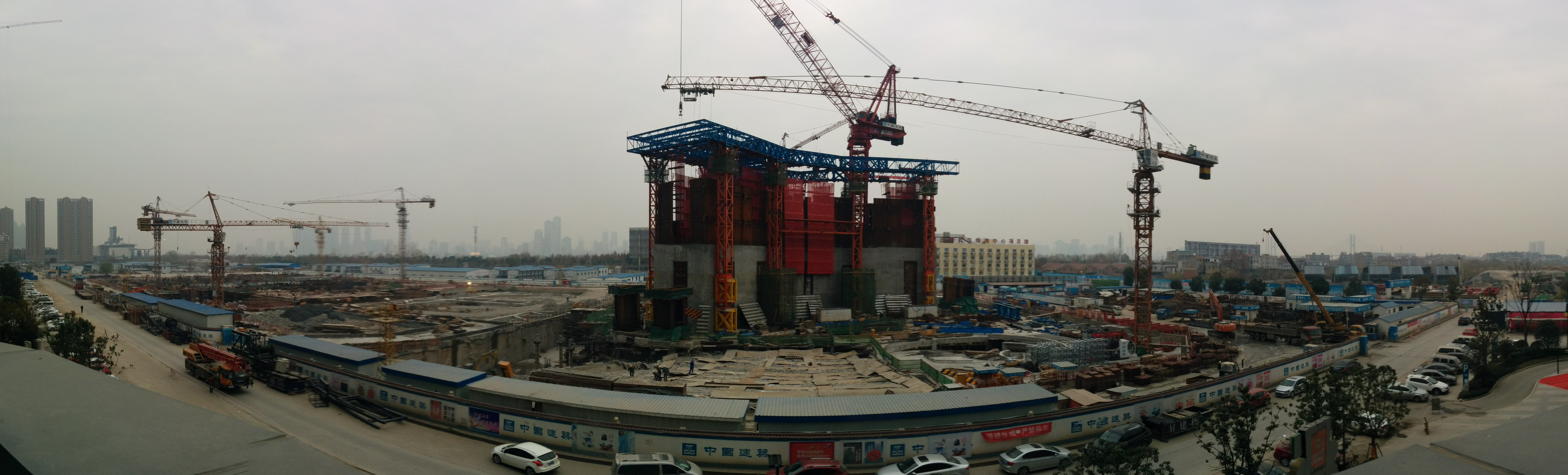
Panorama do canteiro de obras
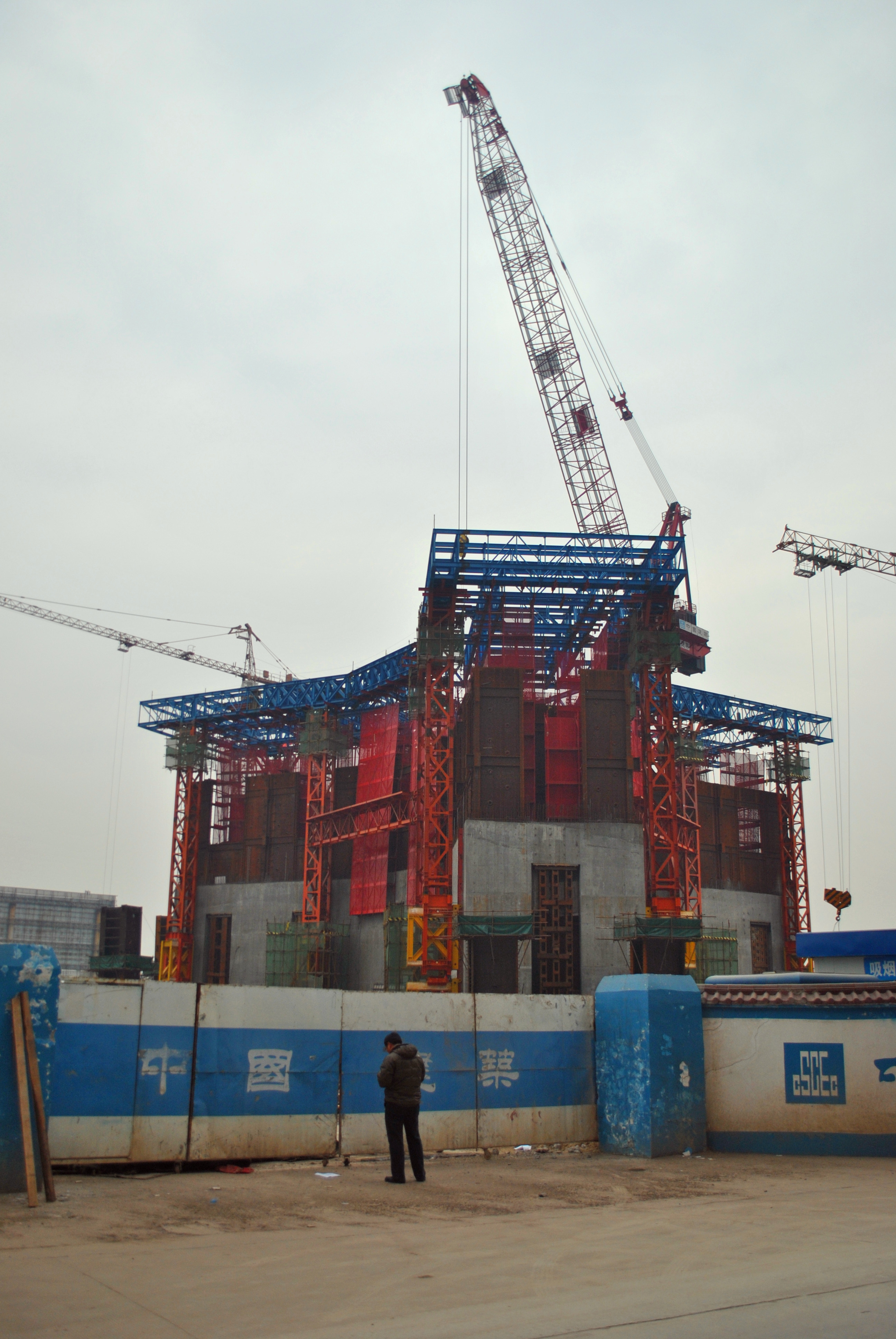
O local de construção da torre principal de 636 metros, foto tirada em 27 de dezembro de 2014.